# Léon Frissen
Leonardus Johannes Petrus Maria (Léon) Frissen (Beek, 24 juni 1950) is een Nederlands bestuurder en politicus van het CDA. Van september 2015 tot 31 december 2018 was hij waarnemend burgemeester van de gemeente Schinnen. Van 2005 tot 2011 was hij commissaris van de Koningin in de provincie Limburg.

## Loopbaan
Als burgemeester van Arcen en Velden speelde hij een grote rol bij een lange periode van hoog water van de Maas in 1995. Duizenden inwoners werden geëvacueerd en tientallen kilometers nooddijken werden aangelegd. Ook werden de banden aangehaald tussen Noord-Limburgse gemeenten onderling en de gemeenten in het Duitse Niederrhein-gebied. Als burgemeester van Horst aan de Maas droeg hij bij aan de toewijzing van de Floriade aan Noord-Limburg. In 2003 nam hij het initiatief om, voor het eerst in Limburg, om kaders te stellen rond huisvesting van buitenlandse werknemers.
Frissen was tot september 2011 commissaris van de Koningin (ook wel gouverneur genoemd) van de provincie Limburg. Hij was een voorstander van de verkoop van Essent, nadat de rijksoverheid besloten had een splitsingswet in te voeren. De verkoop van aandelen Essent stuitte destijds op veel kritiek, maar anderzijds kenden de betrokken provincies mede daardoor geen financieringstekorten. In de ambtsperiode van Frissen werd de zogeheten 'Versnellingsagenda' opgestart, om de kenniseconomie in Limburg te stimuleren. Het leidde tot allianties tussen overheden, hoger onderwijs-instellingen en ondernemingen, en de oprichting van een viertal Brightlands-campussen in Venlo, Geleen, Maastricht en Heerlen. Verder streefde Frissen naar een oplossing voor noodlijdende clubs in het betaalde voetbal. Daartoe zouden MVV, Roda JC en Fortuna Sittard moeten fuseren. Vanwege lokale sentimenten mislukte dit plan. Wel sloot hij eind 2008 een Limburgcharter met zijn ambtgenoot in Belgisch-Limburg Steve Stevaert, om grensoverschrijdende Limburgse activiteiten te bevorderen. Op het vlak van onderwijs, wonen, werken en zorg zou volgens Frissen het regionale belang boven prevaleren boven het lokale.
In september 2015 volgde zijn benoeming tot waarnemend burgemeester van de gemeente Schinnen. Dit na het vertrek van Berry Link als burgemeester naar Geldrop-Mierlo. Hij was waarnemend burgemeester van Schinnen tot de gemeentelijke herindeling met de gemeenten Nuth en Onderbanken tot de gemeente Beekdaelen op 1 januari 2019. Frissen heeft daarnaast een groot aantal betaalde en onbetaalde nevenfuncties: hij werd in artikelen in NRC Handelsblad en De Limburger onthuld als een van de ex-politici in de provincie Limburg die het meest profiteerden van klussen bij het provinciebestuur.  Dit volgt op een eerder exposé, namelijk dat van 14 februari 2017 door de krant De Limburger die meldde dat "Waarnemend burgemeester Léon Frissen van de Limburgse gemeente Schinnen de grootverdiener is onder de bestuurders met bijbaantjes [...] Geen politicus in de provincie heeft meer betaalde bijbaantjes." Op 30 juli 2021 berichtte de krant De Limburger ook dat Leon Frissen de "Koning" van de bijbanen in de provincie Limburg is.
Een van zijn bijbanen was als voorzitter van zorgbedrijf Dichterbij. Dichterbij kwam in opspraak in 2019 toen het door de politie is onderzocht op mishandeling en misbruik van patiënten. Zoals De Limburger van 22 juli 2019 meldde, zijn "gehandicapte kinderen en jongvolwassenen mogelijk maandenlang ernstig mishandeld, verwaarloosd en onfatsoenlijk betast". Het mogelijke gebrekkige management van de bestuur, door niet tijdig te handelen op signalen dat er misbruik plaatsvond, is door familieleden van getroffen patiënten aan de orde gesteld, o.a. in De Telegraaf van 27 juli 2019.  Eerder was Frissen al in opspraak geraakt bij Dichterbij, zoals dagblad De Gelderlander op 5 september 2013 meldde, verwijzend naar een anonieme brief aan de Nederlandse Vereniging van Toezichthouders in Zorg en Welzijn waarin Frissen's gebrek aan onafhankelijkheid en afstand tot de directie van Dichterbij werd bekritiseerd.
Volgens journalisten Dohmen en van der Steen, in hun boek, De vriendenreünie: Limburgse praktijken, benoemde Frissen Monique Caubo in 2016 in de raad van bestuur van Maastricht School of Management. In 2019 benoemde hij haar ook tot voorzitter van de directie van Dichterbij. Zij zijn ook beiden bestuurder van het ApartHotel Randwyck.
In januari 2022 raakte Frissen in opspraak als voorzitter van de raad van toezicht van de Maastricht School of Management (MSM). Uit een onderzoek van Joep Dohmen in NRC Handelsblad bleek dat bestuurders van MSM en een gelieerde stichting langer in functie bleven dan volgens de statuten was toegestaan, dat bestuurders de schijn van belangenverstrengeling niet vermeden, en dat partijgenoten en relaties banen en opdrachten kregen. Zo probeerde Frissen om zijn zoon aan een opdracht te helpen bij MSM terwijl hij zelf voorzitter was van de raad van toezicht. Ook verdwenen miljoenen euro’s van de door het ministerie van Onderwijs, Cultuur en Wetenschap gesubsidieerde business-school in de exploitatie van een verlieslijdend viersterrenhotel in Maastricht (ApartHotel Randwyck), dat tevens dienst deed als hostel voor MSM-studenten. Het ministerie vroeg MSM om duidelijkheid over de financiering van het verlieslijdende hotel. Ook aan de Universiteit Maastricht, die op het punt stond om MSM over te nemen, werd om uitleg gevraagd.

## Politieke en bestuurlijke functies
- 1971-1975: beleidsambtenaar gemeente Bingelrade (nu gemeente Beekdaelen)
- 1975-1979: gemeentesecretaris gemeenten Bingelrade en Jabeek (nu gemeente Beekdaelen)
- 1979-1986: directeur CDA-bureau Limburg te Sittard
- 1986-1994: lid Tweede Kamer der Staten-Generaal (CDA)
  - Aandachtsvelden: primair onderwijs, gezondheidszorg, welzijn, luchtvaart, verkeer en vervoer, regionale economie, plattelands ontwikkeling, sport, binnenlandse zaken
- 1994-2001: burgemeester gemeente Arcen en Velden
- 2001-2005: burgemeester Horst aan de Maas
- 2005-2011: commissaris van de Koningin in Limburg (gouverneur)
- 2015-2018: waarnemend burgemeester van de gemeente Schinnen

## Relevante nevenfuncties
- 1981-1990: voorzitter HV Blauw-Wit (Neerbeek)
- 1995-2003: lid van raad van toezicht Gemachtigden Bouw van College Bouw Ziekenhuisvoorzieningen, Utrecht.
- 1996-1999: voorzitter RK Limburgse Bond Muziekgezelschappen, Thorn
- 1996-2000: lid raad van toezicht Symbiose (provinciale koepelorganisatie welzijn, maatschappelijk werk)
- 1996-2003: voorzitter CDA-Limburg, lid CDA-Partijbestuur, Den Haag
- 2003-2005: voorzitter Huis voor de Sport Limburg
- 2004-2006: lid raad van commissarissen NV Industriebank LIOF
- 2005-2011: voorzitter Prins Bernhard Cultuurfonds
- 2005-2011: lid Europees Comité van de Regio's Brussel
- 2005-2011: voorzitter Universiteitsfonds Limburg/SWOL
- 2007-2010: voorzitter Euregio Maas-Rijn
- 2009-2013: voorzitter Nationale Hoorstichting, Den Haag
- 2010-2011: voorzitter van de 'Commissie-Frissen', die de verkiezingsnederlaag van het CDA in 2010 onderzocht
- 2011-2016: lid raad voor Leefomgeving en Infrastructuur, Den Haag
- 2011-2017: Lid raad voor het Openbaar Bestuur, Den Haag
- 2011-2017: voorzitter raad van commissarissen Scannexus, Universiteit Maastricht (voorheen: Brains Unlimited)
- 2011-2017: voorzitter buitenland CDA, Den Haag
- 2011-2017: lid algemeen bestuur EPP (Europese Volkspartij), Brussel
- 2011-heden: lid raad van commissarissen MGL groep (Concentra, België)
- 2011-heden: lid raad van Maastricht School of Management
- 2016-heden: voorzitter raad van toezicht Maastricht School of Management
- 2017-heden Lid Raad van Commissarissen BV Ontwikkelbedrijf en BV Campus Vastgoed Greenport Venlo (namens de Provincie Limburg)
- 2017-heden Voorzitter Dr. Nolensfonds
- 2017-heden Voorzitter Raad van Commissarissen Mediahuis Limburg
- 2018-heden: Lid Raad van toezicht van Stichting Zuyderland Medisch Centrum en van Stichting Zuyderland Zorg
- 2018-heden: Lid Bestuur Stichting Top Golf Academy Limburg
- 2019-heden: Lid Bestuur Stichting Fish (Foundation International Student Housing) / Apart Hotel Randwyck

## Onderscheidingen
- Commandeur in de Orde van Paus Gregorius de Grote (2012)
- Officier in de Orde van Oranje-Nassau (2011)
- Grootofficier in de Kroonorde van koning Leopold II, België (2010)
- Dr. J.G.H. (Sjeng) Tanspenning Universiteit Maastricht (2011)
- Erepenning provincie Limburg (2011)
- Eremedaille der stad Maastricht (2011)
- Ereburgerschap Horst aan de Maas (2005)